# 芒埃达瓜
芒埃达瓜是巴西帕拉伊巴州的一个市镇。总面积177.25平方公里，总人口3283人，人口密度18.5人/平方公里。